# Pakiri Beach
Pakiri Beach est une plage de Nouvelle-Zélande située sur la « côte est » de l’Île du Nord, à environ 90 kilomètres au nord de la cité d’Auckland. 
Un petit fleuve, le Pakiri, a son embouchure au milieu de la plage.

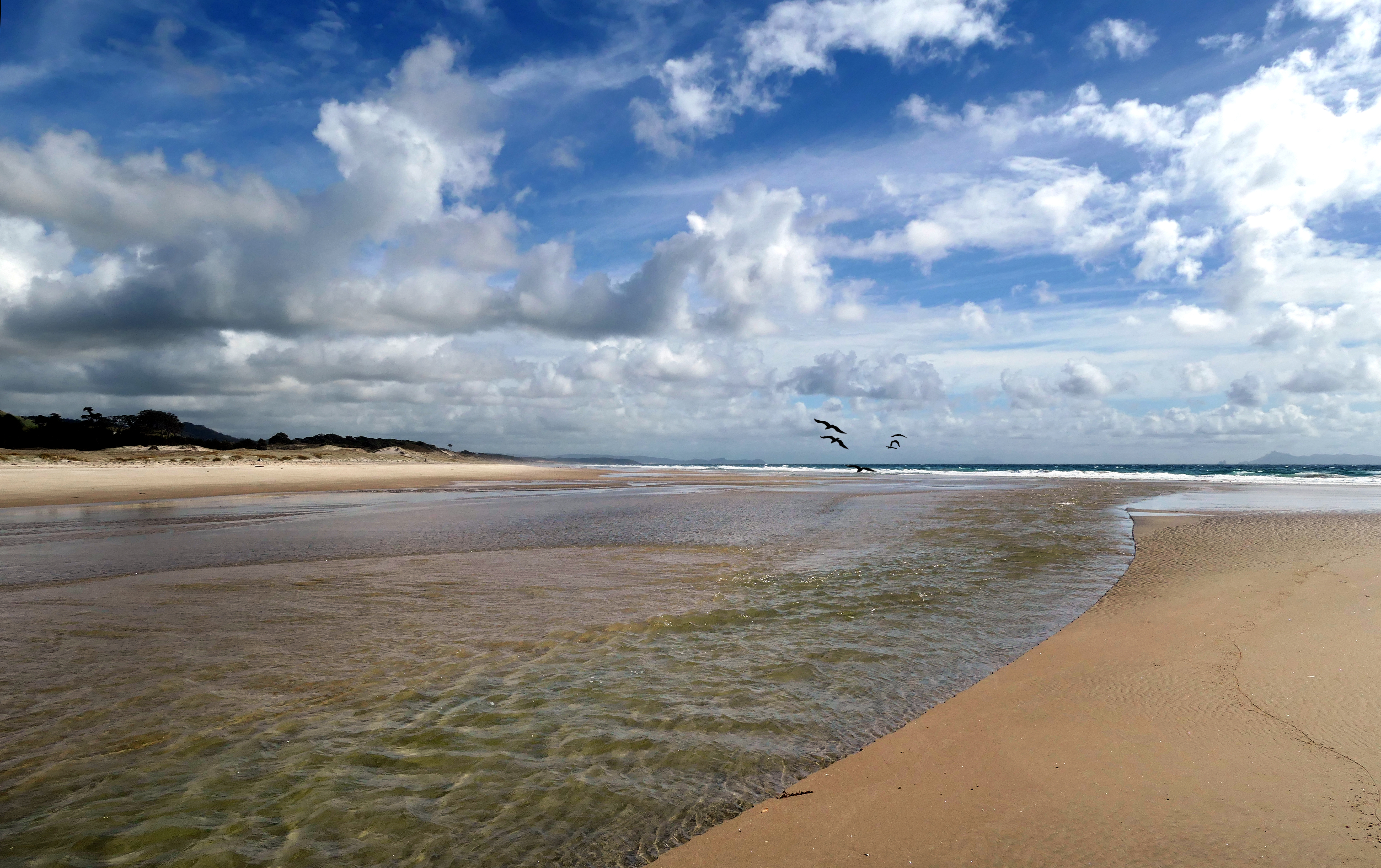
Embouchure du Pakiri au milieu de la plage.

## Activité
C’est une destination touristique connue pour son environnement naturel.